# Фридрих VIII
Фридрих VIII фон Цолерн Остертаг (на немски: Friedrich VIII von Zollern, † 1333) е граф на Цолерн от 1309 до 1333 г., основател на линията Хоенцолерн.

## Произход и управление
Той е по-малкият син на граф Фридрих VI († 1298) и Кунигунда фон Баден (1265 – 1310), дъщеря на маркграф Рудолф I фон Баден.
Фридрих VIII последва брат си Фридрих VII († 1309) и управлява заедно с племенника си Фритци до смъртта му през 1313 г. и след това сам.

## Деца
Името на съпругата му не е известно. Фридрих VIII има с нея децата:
- Фрицли II († 1355/9), граф на Цолерн
- Фридрих IX († 1377/9), граф на Хоенцолерн, ∞ 1341 графиня Аделхайд фон Хоенберг († сл. 1385)
- Фридрих Остертаг II († 1395), приор на Орден Свети Йоан
- Фридрих фон Страсбург († 1365), граф на Хоенцолерн, ∞ 1343 графиня Маргарета фон Хоенберг-Вилдберг